# Бодяк огородный
Бодя́к огоро́дный, или Бодяк овощной (лат. Círsium oleráceum) — вид многолетних травянистых растений из рода Бодяк семейства Астровые (Asteraceae).

## Распространение и экология
Гемикриптофит, распространён в Европе и Азии в различных климатических областях.
В России растёт во многих районах европейской части и на юге Западной Сибири. Встречается в Ленинградской области. 
Обитает на влажных и замокренных, богатых азотистыми соединениями почвах, по берегам рек и ручьёв, вокруг родников, на влажных торфяных лугах от низин до горного пояса.
Сопровождает заросли калужницы, лабазника, молинии. Встречается в ольшаниках.
На бодяке огородном (и на некоторых других видах бодяка) паразитирует Заразиха бледноцветковая (Orobanche pallidiflora).
Бодяк огородный нередко образует гибриды с другими видами рода, чаще с бодяком болотным (Cirsium palustre).

## Биологическое описание

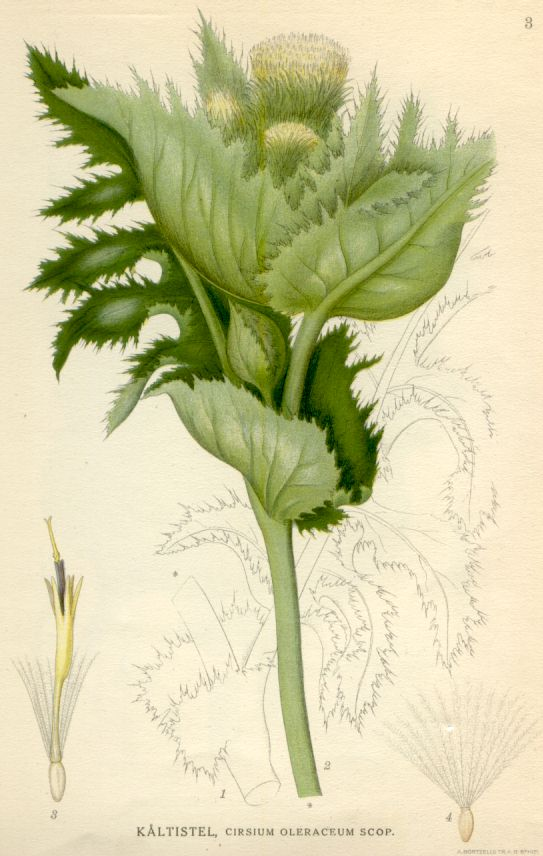

Многолетнее травянистое растение высотой 50—200 см с горизонтальным или косым ползучим, узловатым, утолщённым корневищем и шнуровидными корневыми мочками.
Стебель обычно восходящий, от середины ветвистый, прямостоячий, полый, мелкобороздчатый, опушённый либо голый.
Листья очерёдные, сверху бледно-зелёные, снизу сизоватые; рассеянно-опушённые либо голые, по краю мягкоостистые, не колючие, чем данный вид заметно отличается от большинства других бодяков. Прикорневые листья яйцевидные и эллиптические, цельнокрайные или перистораздельные, зубчатые. Верхние — копьевидные, сидячие сердцевидным основанием.
Корзинки 15—30 мм в диаметре на войлочных черешках собраны на верхушке стебля в плеохазий. Опорные прицветники отличны по форме от остальных листьев: яйцевидные, жёлто-зелёные, реснитчатые. Обёртка яйцевидная, сложенная из ланцетных паутинчатых прицветников. Цветки бледно-жёлтые или желтовато-зелёные, нередко с розоватым оттенком. Время цветения — с июня по октябрь.
Плод — желтовато-серая семянка со смазанными гранями; хохолок грязно-белый. Семянки созревают в июле — октябре.

## Значение и применение
Растение используется в народной медицине.
Листья и молодые стебли можно употреблять для приготовления салатов, супов, пюре.
Цветки бодяка огородного дают пчёлам много нектара и обножки.

## Название
В. И. Даль в Толковом словаре приводит для бодяка огородного русское местное название дедюшник.

## Классификация

### Таксономия[7]
Cirsium oleraceum Scop., 1772, Fl. Carniol. 2: 124 
Вид Бодяк огородный относится к роду Бодяк (Cirsium) семейства Астровые (Asteraceae) порядка Астроцветные (Asterales). Кладограмма в соответствии с Системой APG IV:
|  |                                      |  |                                   |                                   |                    |  | ещё 10 семейств | ещё 10 семейств |                 |  |  |  | еще 510 подтвержденных и 521 в статусе "непроверенных" видов и инфравидовых таксонов |
|  |                                      |  |                                   |                                   |                    |  | ещё 10 семейств | ещё 10 семейств |                 |  |  |  | еще 510 подтвержденных и 521 в статусе "непроверенных" видов и инфравидовых таксонов |
|  |                                      |  |                                   | порядок Астроцветные              |                    |  |                 |                 | род Бодяк       |  |  |  |                                                                                      |
|  |                                      |  |                                   | порядок Астроцветные              |                    |  |                 |                 | род Бодяк       |  |  |  |                                                                                      |
|  | отдел Цветковые, или Покрытосеменные |  |                                   |                                   | семейство Астровые |  |                 |                 | Бодяк огородный |  |  |  |                                                                                      |
|  | отдел Цветковые, или Покрытосеменные |  |                                   |                                   | семейство Астровые |  |                 |                 |                 |  |  |  |                                                                                      |
|  |                                      |  | ещё 63 порядка цветковых растений | ещё 63 порядка цветковых растений |                    |  |                 | ещё 1804 рода   | ещё 1804 рода   |  |  |  |                                                                                      |
|  |                                      |  |                                   | ещё 63 порядка цветковых растений |                    |  |                 |                 | ещё 1804 рода   |  |  |  |                                                                                      |

### Синонимы
- Carduus acanthifolius  Lam.
- Carduus oleraceus  Vill.
- Carduus parviflorus  L.
- Carduus rigens  Godr.
- Carduus tataricus  L.
- Cirsium braunii  F.Schultz ex Nyman
- Cirsium flavescens  Lam.
- Cirsium lachenalii  DC.
- Cirsium pallens  DC.
- Cirsium parviflorum  DC.
- Cirsium rigens  Spreng.
- Cirsium subalatum  Gaudin
- Cirsium tataricum  DC.
- Cirsium thomasii  Nägeli
- Cirsium variabile  Moench
- Cnicus bracteatus  Gilib.
- Cnicus lachenalii  C.C.Gmel.
- Cnicus oleraceus  L.
- Cnicus pratensis  Lam.
- Cnicus rigens  Willd.
- Cynara colorata  Stokes
- Onotrophe oleracea  Cass.
- Serratula oleracea  Neck.